# مصفوف عدادات الميون والنيوترينو بالقطب الجنوبي
مصفوف عدادات الميون والنيوترينو بالقطب الجنوبي أو بالختصار أماندا في الفيزياء (بالإنجليزية: A'ntarctic Muon and Neutrino Detector Array) هو تلسكوب أنشا في جليد القطب الجنوبي بغرض قياس النيوترينوات عالية الطاقة.
بدأ هذا التلسكوب عمله عام 1997، ويوجد في محطة بحوث أموندسن-سكوت بالقطب الجنوبي. وتجربة أماندا هي تجربة يشترك فيها جامعات من الولايات المتحدة الأمريكية وألمانيا والسويد وبلجيكا وفنزويلا.

## تصميمها

رسم مبسط لحساسات النيوترنو "أمندا" AMANDA

ليست أماندا تلسكوبا معتادا وإنما تتكون من حقل كامل متكون من غرف تأين شفافة تمتد بينها الكبلات وتشتبك بتلك الغرف التي هي في شكل أسطوانات بصمامات تضخيم ضوئي. وتوجد تلك غرف التأين الضوئية تحت الجليد على عمق بين 1.300 إلى 2.000 متر.
- (AMANDA-B10 (1997: يحتوي على 320 من الغرف الضوئية متصلة ببعضها البعض ب 10 كبلات. كل غرفة على هيئة اسطوانة مقاسها 500 في 120 متر
- (AMANDA-II (2000: تحتوي على 677غرفة ضوئية متصلة ب 19 كابل. تبلغ مقاييس كل اسطوانة : 500 m 200 x

ويبتغي الباحثون بناء تجربة جديدة أعظم من أماندا  وهي في سبيل الإنشاء الآن. وهي تعمل كعداد للنيوتريوات، ويسميها العلماء مكعب الجليد . وتتكون التجربة الجديدة من 81 فروع من الكبلات وتشغل أسطوانات القياس 1 كيلومتر مكعب.

## قياس النيوترينو
يجرى قياس النيوترينو عن طريق عد الميونات التي تشع إشعاع شيرنكوف، وهي تنشأ نادرا عند اصتدام نيوترينو بأحد الذرات في الجليد.وقد نظم نظام أسطوانات العد بحيث يعطي أشعة شيرينكوف المسجلة اتجاه سقوط النيوترينوات.
ويعمل العداد كجزء في نفس الوقت من نظام لتسجيل حدزث المستعرات العظمى.
صممت أماندا لتسجيل النيوترينوات عالية الطاقة (فوق 50 جيجا إلكترون فولت التي تخترق الأرض من نصف الكرة الأرضية الشمالي على أن تتفاعل في وحدات التجربة عند مغادرتهم الأرض عبر جليد القارة الجنوبية. يصتدم النيوترينو مع أنوية ذرات الأكسجين أو الهيدروجين المكونة للجليد المحيط، وينتج عن الاصتدام وابل shower من ميونات وهدرونات. وتقوم الوحدات الضوئية بقياس إشعاعت شيرنكوف الناتجة عن تلك الجسيمات، وبعد تحليل أزمنة ضربات الفوتونات يمكن تحديد اتجاه النيوترينو الأصلي القادم وذلك بزاوية يبلغ دقة اتساعها 2 درجة.

## النتائج
وكان الغرض من تجربة أماندا قياس النيوترينوات الفلكية، بحيث نتعرف على مصادر النيوترينو القادمة من أماكن في الكون خارج المجموعة الشمسية. وبمقارنة تجربة أماندا بتجربة العدادات المبنية تحت الأرض وهي تجربة سوبر كاميوكاندي Super-Kamiokande في اليابان فقد كان في موسوع أماندا تسجيل النيوترينوات ذات الطاقة العالية حيث أنها ليست محدودة المكان في خزان من صلع الإنسان، إلا أن دقتها كانت أقل بكثير بسبب الظروف الصعبة واتساع نظام القياس بواسطة صمامات التضخيم الضوئي.
وتستطيع تجربة سوبر كاميوكاندي تعيين قياسات أكثر دقة للنيوترينوات القادمة من الشمس والنيوترينوات الناتجة في جو الأرض. إلا أنه في الطاقات العالية فإن طيف النيوترينوات يغلب فيه التيوترينوات القادمة من خارج المجموعة الشمسية. ومثل هذه النظرة على الكون قد تعطينا معلومات هامة عن طبيعة المادة المظلمة وظواهر أخرى فلكية لا زالت غامضة.
بعد قيام تجربة مكعب الجليد بقياسات لمدة سنتين تعتبران قصيرتين, فقد اتهت تجربة أماندا وقام المختصون بتفكيك الأجهرة في أغسطس 2009.

## اقرأ أيضا
- تجربة سوبر كاميوكاندي
- عداد نيوترينو
- مشروع دوماند
- تجربة أطلس
- مكشاف مصادم فيرميلاب
- مطياف ألفا المغناطيسي
- عداد جايجر
- عداد شيرينكوف
- عداد وميضي
- عداد تناسبي
- عداد شبه الموصلات
- عداد جسيمات
- إشعاع مؤين